# Dätgen
Dätgen település Németországban, Schleswig-Holstein tartományban. Lakosainak száma 587 fő (2023. december 31.).

## Népesség
A település népességének változása:
| Lakosok száma | 340  | 538  | 632  | 565  | 573  | 608  | 587  |
|               | 1975 | 2014 | 2017 | 2019 | 2021 | 2022 | 2023 |